# Arcfox Alpha-S6

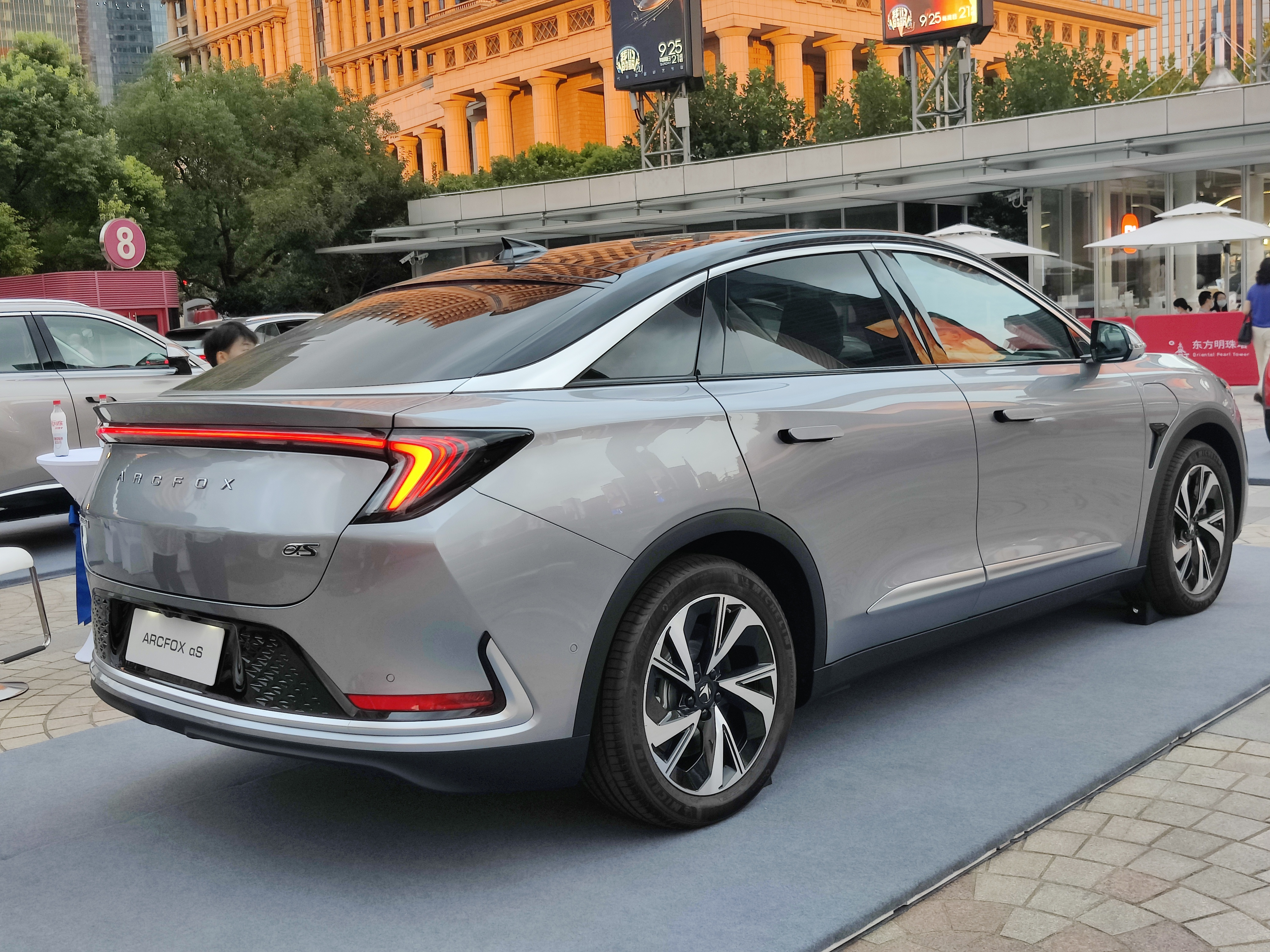
Heckansicht

Der Arcfox Alpha-S6 (bis 2025: Arcfox Alpha-S) ist eine batterieelektrisch angetriebene Kombilimousine der zum BAIC-Konzern gehörenden Automarke Arcfox.

## Geschichte
Das Fahrzeug wurde nach dem SUV Alpha-T als zweites Modell der Marke im Januar 2021 offiziell vorgestellt. Auf dem chinesischen Heimatmarkt kam der Alpha-S im April 2021 in den Handel. Als Konkurrenzmodelle werden unter anderem der BYD Han oder der Xpeng P7 genannt.
Im Juni 2022 wurde das Fahrzeug genauso wie der Alpha-T als limitierte Version Le Petit Prince vorgestellt. Beide zeichnen sich durch diverse gestalterische Elemente des kleinen Prinzen aus. Besonders luxuriös ausgestattet ist die Mountain Edition, die im Februar 2024 präsentiert wurde.
Im April 2025 wurde die Baureihe in Arcfox Alpha-S6 umbenannt.

## Technik
Das Fahrzeug wurde gemeinsam von BAIC und Magna International entwickelt. Hinsichtlich der Technik wurde die Entwicklung von Huawei unterstützt. Die Fließhecklimousine soll von Anfang an in bestimmten Situationen nach Autonomiestufe 3 fahren können, wenn das Ausstattungspaket HI geordert wurde. Eine neue Generation von Lidar könnte später auch die Autonomiestufe 4 ermöglichen.

## Technische Daten
Wie der Alpha-T ist der Alpha-S ist mit Hinterrad- oder Allradantrieb erhältlich. Die heckangetriebene Variante hat einen Elektromotor an der Hinterachse, die maximale Leistung wird mit 160 kW (218 PS) angegeben. Die Version mit Allradantrieb hat einen zweiten Elektromotor an der Vorderachse. Die Leistung verdoppelt sich dadurch auf 320 kW (435 PS). Mit dem Ausstattungspaket HI, das nur für die Allradversion verfügbar ist, wird die maximale Leistung mit 473 kW (643 PS) angegeben.
Für den Wagen steht ein Lithium-Ionen-Akkumulator mit drei Größen zur Wahl. Der kleinste hat einen Energieinhalt von 67,3 kWh, der größte 93,6 kWh. Während für die hinterradgetriebene Version der kleinste und der größte zur Auswahl steht, ist die Allradversion nur mit den beiden größeren Akkus erhältlich. Die Reichweite nach NEFZ wird bei den hinterradgetriebenen Modellen mit 525 km bzw. 708 km angegeben. Die allradgetriebene Version erreicht 603 km bzw. 500 km. Der Strömungswiderstandskoeffizient cw beträgt 0,26.
|                            | 525S                                | 708S                                | 602                                 | 735                                 | 603H                                | HI                                  |
| -------------------------- | ----------------------------------- | ----------------------------------- | ----------------------------------- | ----------------------------------- | ----------------------------------- | ----------------------------------- |
| Bauzeitraum                | 04/2021–04/2025                     | 04/2021–04/2025                     | seit 04/2025                        | seit 04/2025                        | 04/2021–04/2025                     | 05/2022–04/2025                     |
| Motorkenndaten             |                                     |                                     |                                     |                                     |                                     |                                     |
| Motorart                   | Permanentmagnet-Synchronmotor       | Permanentmagnet-Synchronmotor       | Permanentmagnet-Synchronmotor       | Permanentmagnet-Synchronmotor       | 2 Permanentmagnet-Synchronmotoren   | 2 Permanentmagnet-Synchronmotoren   |
| max. Leistung              | 160 kW (218 PS)                     | 160 kW (218 PS)                     | 252 kW (343 PS)                     | 160 kW (218 PS)                     | 320 kW (435 PS)                     | 473 kW (643 PS)                     |
| max. Drehmoment            | 360 Nm                              | 360 Nm                              | 370 Nm                              | 320 Nm                              | 720 Nm                              | 655 Nm                              |
| Kraftübertragung           |                                     |                                     |                                     |                                     |                                     |                                     |
| Antrieb                    | Hinterradantrieb                    | Hinterradantrieb                    | Hinterradantrieb                    | Hinterradantrieb                    | Allradantrieb                       | Allradantrieb                       |
| Getriebe                   | Festes Übersetzungsverhältnis       | Festes Übersetzungsverhältnis       | Festes Übersetzungsverhältnis       | Festes Übersetzungsverhältnis       | Festes Übersetzungsverhältnis       | Festes Übersetzungsverhältnis       |
| Messwerte                  |                                     |                                     |                                     |                                     |                                     |                                     |
| Höchstgeschwindigkeit      | 180 km/h                            | 180 km/h                            | 200 km/h                            | 180 km/h                            | 180 km/h                            | 200 km/h                            |
| Beschleunigung, 0–100 km/h | 7,7 s                               | 8,3 s                               | 6,4 s                               | 8,3 s                               | 4,2 s                               | 3,5 s                               |
| Batterie                   | Lithium-Ionen-Akkumulator: 67,3 kWh | Lithium-Ionen-Akkumulator: 67,3 kWh | Lithium-Ionen-Akkumulator: 74,5 kWh | Lithium-Ionen-Akkumulator: 93,6 kWh | Lithium-Ionen-Akkumulator: 93,6 kWh | Lithium-Ionen-Akkumulator: 74,5 kWh |
| Reichweite nach NEFZ       | 525 km                              | 708 km                              | 602 km                              | 735 km                              | 603 km                              | 500 km                              |